# Hettitische teksten

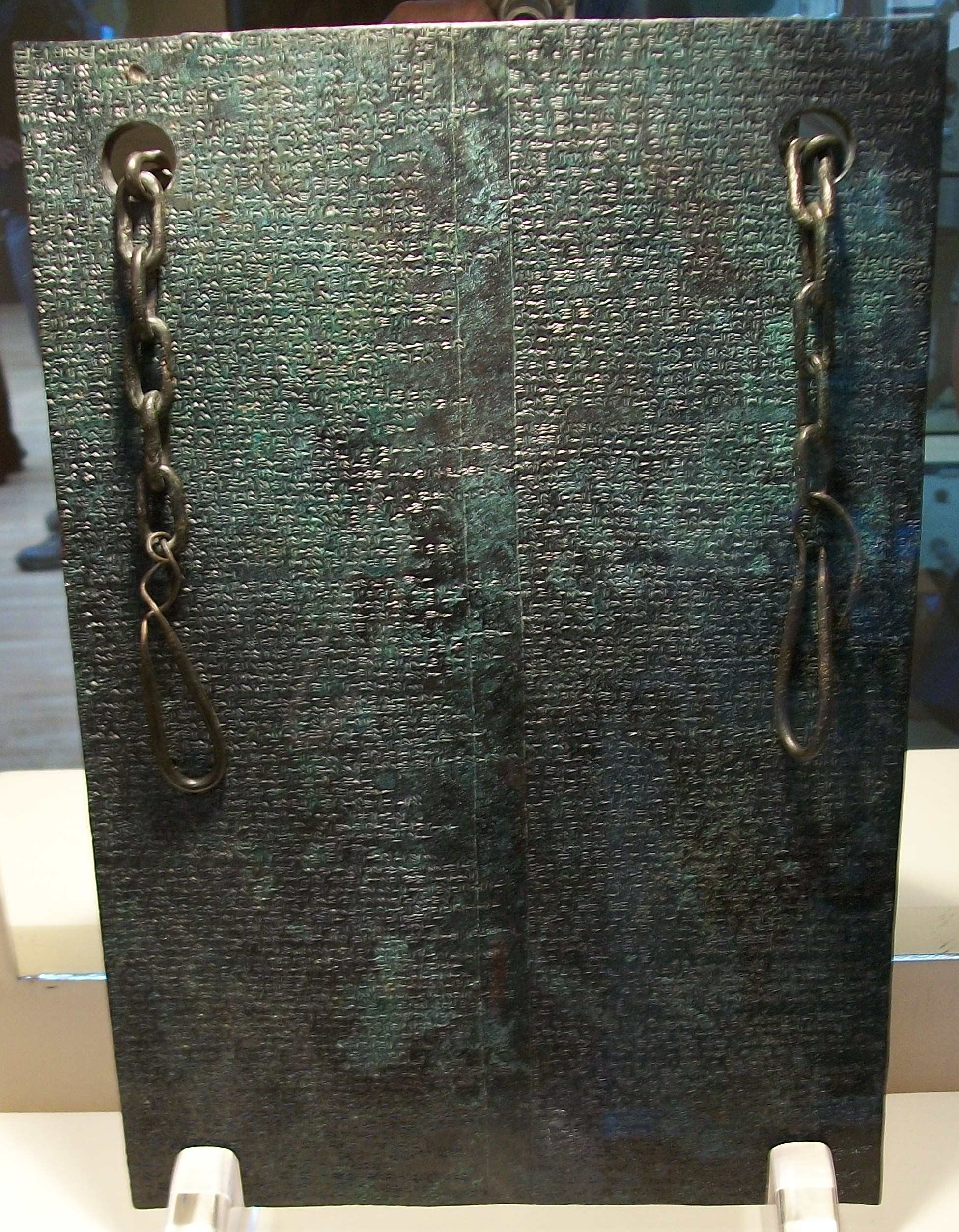
Bronzen tablet met een verdrag tussen de Hettitische koning Tudhaliya IV en Kurunta van Tarhuntassa. Het wordt bewaard in het Museum van Anatolische Beschavingen te Ankara onder het signatuur Bo 86/299.

Hettitische teksten betreffen alle literaire en niet-literaire teksten of tekstfragmenten die in het Hettitisch of in het Hettitische spijkerschrift zijn opgesteld.

## Catalogue des Textes Hittites
Het corpus van teksten in het Hettitisch is sinds 1971 geïndexeerd in de Catalogue des Textes Hittites, afgekort als CTH. De catalogus biedt niet de teksten zelf, maar enkel een classificatie van de teksten. Daar wordt gebruikelijk naar verwezen met het serienummer van het CTH. Noemenswaardige studies over teksten zelf zijn de boeken uit de reeks Studien zu den Bogazköy-Texten en de online Textzeugnisse der Hethiter.
De classificatie in de CTH is als volgt:
1. Historische teksten (CTH 1–220)
2. Ambtelijke teksten (CTH 221–290)
3. Juridische teksten (CTH 291–298)
4. Lexicale teksten (CTH 299–309)
5. Literaire teksten (CTH 310–320)
6. Mythologische teksten (CTH 321–370)
7. Hymnen en gebeden (CTH 371–389)
8. Rituele teksten (CTH 390–500)
9. Cultische inventarissen (CTH 501–530)
10. Teksten over voortekens en orakels (CTH 531–582)
11. Geloftes (CTH 583–590)
12. Festivalteksten (CTH 591–724)
13. Teksten in andere talen (CTH 725–830)
14. Teksten van onbekende types (CTH 831–833)